# 유원 (정원)

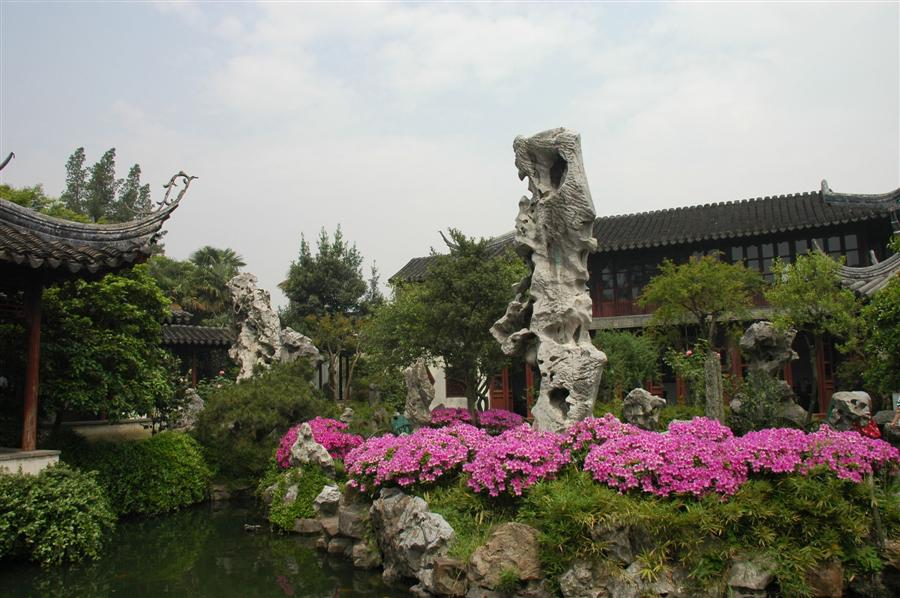
유원 관운봉

유원(중국어 정체자: 留園, 간체자: 留园, 병음: Liuyuan, 류위안)은 중국 쑤저우에 있는 명대의 대표적인 정원이자, 중국 4대 정원 중의 하나이다. 1961년에는 전국중점문물보호단위 중 하나로 지정되었고, 97년에 세계문화유산으로 등록되었다.

## 역사
쑤저우 고성의 서북쪽에 위치하여 졸정원과 비슷한 시기인 1525년 명(明)대 가정(嘉靖)년간에 조성되었고, 1593년 만력 21년에 완공되었다.
명대 관리의 개인 정원(私園)이었다. 청(淸)대 후락해진 정원을 관리 유소(劉恕)가 수리하여 한벽장으로 개명하였다. 1832년 도광 3년 일반에 공개가 되면서, 유명한 볼거리가 되었다. 1876년 광서(光绪) 2년에 관원이었던 성강이 이 정원을 다시 개보수 하연서 유원(留園)이라 개명했다. 제2차 중일전쟁, 태평천국의 난 때에도 정원이 파손되어 황폐해졌다가 1954년 정부에 의해 수리가 되어 개방되었다. 이어 1961년에는 전국중점문물보호단위 중 하나로 지정되었다.

## 특색

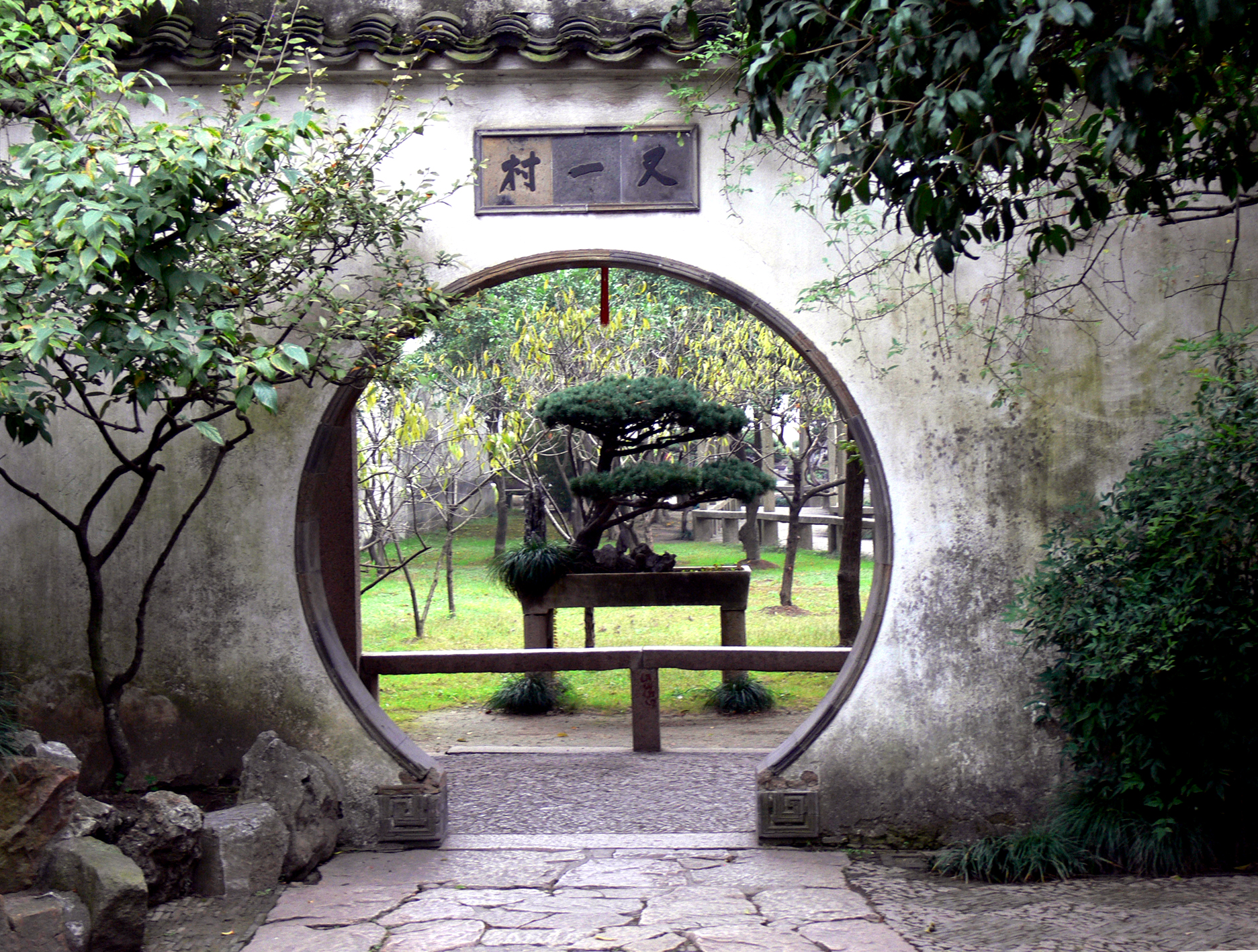
유원 우일촌

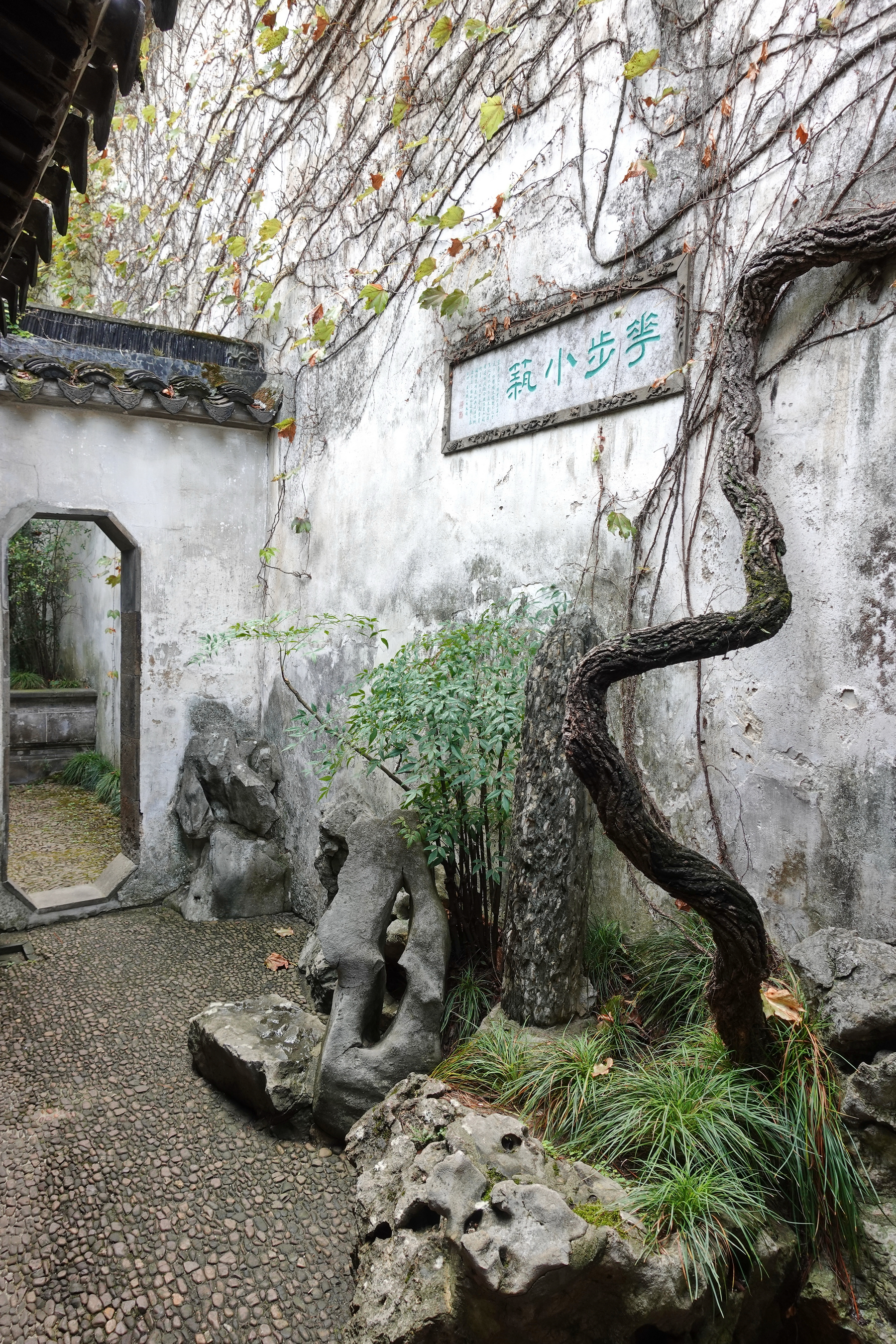
花步小筑

유원은 변호가 다양하다. 기석과 정자, 고목의 배치가 잘 조화를 이룬다. 총면적은 3만 평방미터이며, 중앙, 동, 서, 북 네부분으로 나뉜다. 중앙 부분은 원래 한벽산장이었던 곳이고, 바깥 세부분은 확장하여 지은 것이다.
동원의 관운봉(冠云峰)은 한덩어리의 태호석(太湖石)으로 되어 있는데, 그 높이가 6.5m, 무게가 약 5톤으로 쑤저우고전원림 중에서 가장 큰 태호석이다.

## 중국 소주(蘇州)의 4대정원
- 졸정원
- 유원
- 사자림
- 창랑정

## 같이 보기
- 쑤저우고전원림